# VDT 증후군
VDT 증후군(Visual Display Terminal Syndrome)은 컴퓨터 모니터 등 VDT를 보면서 장시간 작업을 하고 난 뒤에 발생하는 안 증상과 근골격계 증상, 피부 증상, 정신신경계 증상을 통틀어 일컫는 말이다. 컴퓨터 시각 증후군(Computer Vision Syndrome)이라고도 한다.
오랜 시간 같은 자세로 화면을 보면서 키보드를 치는 작업은 고도의 사고력, 판단력, 집중력을 요한다. 이러한 특성 때문에 컴퓨터 작업에 몰두할 때 이러한 증상이 나타난다. 이를 방지하기 위해서는 정기적으로 시력, 안위, 안내압 측정 등의 검진을 받고, 일정 시간 작업한 후에는 휴식을 취해야 한다.

## 같이 보기
- VDT